# 3-Metil-2-buteno-1-tiol
3-Metil-2-buteno-1-tiol (abreviado como MBT) é um composto orgânico, um terpenóide contendo enxofre. É um tiol altamente ativo com odor sulfuroso intenso. Devido a esta propriedade e da sua relação com o 3-metilbutanotiol, relacionado às glândulas odoríferas anais dos cangambás é conhecido em inglês como um tiol skunk (tiol cangambá).
Este composto é formado quando cerveja é exposta à luz. Isto leva à decomposição de iso-alfa ácidos contidos na cerveja. Sua presença também tem sido detectada em vinhos. Na presença de aminoácidos contendo enxofre como a cisteína, os produtos de decomposição reagem e chegam ao MBT. Na preparação de cerveja este sabor extra (off-flavor) indesejado é chamado um sabor suave. Mesmo durante a torrefação de café robusta e arábica pode ocorrer a formação de MBT. Pesquisadores do holandês Plant Research International em Wageningen descobriram recentemente que esta substância também é produzida pelas plantas da espécie Fritillaria imperialis (Kaiserkrone em holandês, "coroa imperial") como um mecanismo de defesa contra animais da família Talpidae.